# Carlos Aguilera
Juan Carlos Aguilera Martín, mais conhecido como Carlos Aguilera (Madrid, 22 de maio de 1969), é um ex-futebolista espanhol.

## Carreira
Aguilera fez parte do elenco da Seleção Espanhola de Futebol da Copa do Mundo de 1998.